# Orshanskaya Vozvyshennost'
Orshanskaya Vozvyshennost' är ett högland i Belarus. Det ligger i den nordöstra delen av landet, 160 km öster om huvudstaden Minsk.
Omgivningarna runt Orshanskaya Vozvyshennost' är en mosaik av jordbruksmark och naturlig växtlighet. Runt Orshanskaya Vozvyshennost' är det ganska glesbefolkat, med 22 invånare per kvadratkilometer.